# Éberle Emília
Éberle Emília Gertrúd, házassága után Kollár (románul: Emilia Gertrude Eberle) (Arad, 1964. március 4. –) világbajnok, olimpiai és Európa-bajnoki ezüstérmes romániai magyar szertornász, edző. Egyike azon romániai tornászoknak, akik tökéletesen végrehajtott gyakorlatukra megkapták a maximális 10-es pontszámot.

## Életpályája
Édesanyja példáját követve – aki maga is országos bajnok tornász volt – 1950-ben, hétéves korában kezdett tornázni szülővárosában, ahol edzői Judita Varkony és Pavel Rosenfeld voltak. A román válogatottba kerülve Oneștiben, illetve Déván folytatta felkészülését Károlyi Márta és Béla irányításával.

### Juniorként
Az 1978-as junior Európa-bajnokságon Milánóban három arany (egyéni összetett, ugrás, felemás korlát) és egy ezüstérmet (talaj) nyert.

### Felnőttként

#### Országos eredmények
1977-ben felemás korláton, 1978-ban pedig pedig egyéni összetettben, felemás korláton, ugrásban és gerendán is ő volt az országos bajnok.

#### Nemzetközi eredmények
A Chunichi Kupán 1977-ben egyéni összetettben tizenharmadik helyet érte el.
Románia kétoldalú találkozói közül 1978-ban a Nyugat-Németország-Románián, 1979-ben és 1980-ban a Nagy-Britannia-Románián is első helyet ért el egyéni összetettben.
Az 1979-es tokiói Világkupán egyéni összetettben Sztella Zaharova mögött Nelli Kimmel megosztva ért el második helyezést, gerendán Nadia Comăneci-et is megelőzve, felemás korláton pedig Steffi Kräkerrel megosztva aranyérmes volt, szerzett továbbá talajon egy bronzérmet, ugrásban pedig nyolcadik helyen végzett. A következő évi torontói Világkupán talajon negyedik, gerendán hatodik, egyéni összetettben pedig nyolcadik helyen zárt.
Románia Nemzetközi Bajnokságán 1979-ben talajon, gerendán és ugrásban, 1980-ban és 1981-ben mindkétszer talajon nyerte el a bajnoki címet.
Az 1980-ban Fort Worth-ban megrendezett Amerika Kupán Tracee Talavera mögött második helyen végzett.
1981-ben az Universiaden gerendán és felemás korláton (itt Nadia Comăneci-csel megosztva) szerzett aranyérmet, 1983-ban pedig egyéni összetettben bronzot Natalja Jurcsenko és Mihaela Riciu mögött.
A Balkán-bajnokságon 1981-ben felemás korláton második, egyéni összetettben negyedik helyen végzett.

##### Európa-bajnokság
Felnőtt Európa-bajnokságon egyszer vett részt, 1979-ben Koppenhágában, ahol három ezüstérmet szerzett: egyéni összetettben és felemás korláton Nadia Comăneci után, gerendán pedig őt megelőzve.

##### Világbajnokság
Pályafutása során három világbajnokságon indult. Először 1978-ban Strasbourg-ban, ahol ezüstérmes lett a csapattal (Nadia Comăneci, Teodora Ungureanu, Marilena Vlădărău, Anca Grigoraș, Marilena Neacșu), bronzérmes felemás korláton, talajon és gerendán, valamint ötödik helyezett egyéni összetettben és ugrásban.
A következő évben Fort Worth-ban már talajon és a csapattal (Nadia Comăneci, Dumitrița Turner, Melita Rühn, Rodica Dunca, Marilena Vlădărău) is bajnoki címet szerzett. Ez utóbbi volt a román válogatott első világbajnoki címe. A két aranyon kívül nyert még egy bronzérmet felemás korláton, illetve hetedik helyezett volt egyéni összetettben.
1981-ben Moszkvában a csapattal (Mihaela Stănuleț, Dumitrița Turner, Rodica Dunca, Lavinia Agache, Cristina Grigoraș) volt negyedik helyezett.

##### Olimpiai játékok
Az 1980. évi nyári olimpiai játékokon Moszkvában két ezüstérmet szerzett: egyet a csapattal (Nadia Comăneci, Rodica Dunca, Melita Rühn, Cristina Grigoraș, Dumitrița Turner), egyet pedig felemás korláton. Továbbá ötödik volt talajon és hatodik egyéni összetettben, illetve gerendán.

### Visszavonulása után
1983-ban egy vakbélműtét után vonult vissza. Aradon nem sikerült edzői állást találnia, így egy gyárban volt kénytelen dolgozni. 1989 májusában Magyarországra emigrált, és bár Békéscsabáról volt egy ajánlata, ő Budapestet választotta, ahol a Spartacus Sportklubban volt edző.
Miután Kaliforniából edzői állásajánlatot kapott, 1991-ben férjével, Kollár Ferenccel az Egyesült Államokba telepedtek át. Roland nevű fiuk 1999-ben született.

## Díjak, kitüntetések
A Román Torna Szövetség 1977-ben, 1978-ban és 1983-ban is beválasztotta az év tíz legjobb női sportolója közé.
1981-ben Kiváló Sportolói címmel, 1982-ben a Sportolói Érdemrend I. osztályával tüntették ki.
2000-ben a Hűséges Szolgálat Nemzeti Kereszt III. osztályával tüntették ki.